# Maksim Grigorjew
Maksim Siergiejewicz Grigorjew (ros. Максим Сергеевич Григорьев, ur. 6 lipca 1990 w Lipiecku) – piłkarz rosyjski grający na pozycji lewego pomocnika w rosyjskim klubie Awangard Kursk.

## Życiorys

### Kariera piłkarska
Swoją karierę piłkarską Grigorjew rozpoczął w klubie Spartak Moskwa. W 2009 awansował do kadry pierwszego zespołu. 21 marca 2009 zadebiutował w Priemjer-Lidze w przegranym 0:1 wyjazdowym meczu z Kubaniem Krasnodar. W Spartaku rozegrał trzy mecze, oba w 2009. W 2010 nie wystąpił w żadnym spotkaniu.
W 2011 Grigorjew został zawodnikiem klubu MITOS Nowoczerkask, ale następnie został wypożyczony do FK Rostów. W Rostowie swój debiut zanotował 2 kwietnia 2011 w zremisowanym 1:1 wyjazdowym meczu z Lokomotiwem Moskwa i w debiucie zdobył gola. W zespole Rostowa był podstawowym zawodnikiem.
W 2012 Grigorjew przeszedł do Lokomotiwu Moskwa. W Lokomotiwie zadebiutował 2 maja 2012 w przegranym 0:3 domowym spotkaniu z CSKA Moskwa. W 2014 został wypożyczony do FK Rostów. W 2015 wrócił do Lokomotiwu, a w 2016 ponownie trafił do Rostowa.
Następnie występował w klubach FK Orenburg, Urał Jekaterynburg i Bałtika Kaliningrad. 19 stycznia 2019 podpisał z rosyjskim klubem Awangard Kursk.  
| Sezon   | Klub                | Kraj  | Rozgrywki        | Mecze | Bramki |
| ------- | ------------------- | ----- | ---------------- | ----- | ------ |
| 2009    | Spartak Moskwa      | Rosja | Priemjer-Liga    | 3     | 0      |
| 2010    | Spartak Moskwa      | Rosja | Priemjer-Liga    | 0     | 0      |
| 2011/12 | FK Rostów           | Rosja | Priemjer-Liga    | 29    | 2      |
| 2011/12 | Lokomotiw Moskwa    | Rosja | Priemjer-Liga    | 3     | 0      |
| 2012/13 | Lokomotiw Moskwa    | Rosja | Priemjer-Liga    | 20    | 2      |
| 2013/14 | Lokomotiw Moskwa    | Rosja | Priemjer-Liga    | 10    | 0      |
| 2014/15 | FK Rostów           | Rosja | Priemjer-Liga    | 24    | 5      |
| 2015/16 | Lokomotiw Moskwa    | Rosja | Priemjer-Liga    | 5     | 0      |
| 2016/17 | FK Rostów           | Rosja | Priemjer-Liga    | 6     | 0      |
| 2016/17 | FK Orenburg         | Rosja | Priemjer-Liga    | 10    | 0      |
| 2017/18 | Urał Jekaterynburg  | Rosja | Priemjer-Liga    | 7     | 0      |
| 2017/18 | Bałtika Kaliningrad | Rosja | Pierwyj diwizion | 12    | 0      |

### Kariera reprezentacyjna
W 2011 Grigorjew zadebiutował w reprezentacji Rosji U-21. W dorosłej reprezentacji zadebiutował 14 listopada 2012 w zremisowanym 2:2 towarzyskim meczu ze Stanami Zjednoczonymi, rozegranym w Krasnodarze. W 11. minucie tego meczu zmienił Fiodora Smołowa.